# Dr. Strangelove
Dr. Strangelove (tudi Dr. Strangelove ali kako sem vzljubil bombo, angleško Dr. Strangelove or: How I Learned to Stop Worrying and Love the Bomb) je britansko-ameriška črna komedija iz leta 1964, ki na satiričen način prikazuje strahove hladne vojne o jedrskem spopadu med Sovjetsko zvezo in ZDA. Stanley Kubrick ga je režiral, produciral in sodeloval v skupini piscev scenarija, v glavnih vlogah nastopajo Peter Sellers, George C. Scott, Sterling Hayden in Slim Pickens. Produkcija je potekala v Združenem kraljestvu, film ohlapno temelji na romanu Red Alert Petra Georgea iz leta 1958.
Zgodba prikazuje neuravnovešenega generala ameriških letalskih sil, ki ukaže preventivni jedrski napad na Sovjetsko zvezo. Ameriški predsednik, njegovi svetovalci, Združeni štab Oboroženih sil ZDA in častnik Kraljevega vojnega letalstva poskušajo preklicati napad in preprečiti jedrski holokavst. Hkrati prikazuje tudi posadko enega od bombnikov B-52, ki sodeluje v napadu. 
Film je bil premierno prikazan 29. januarja 1964. Na 47. podelitvi je bil nominiran za oskarja v štirih kategorijah, tudi za najboljši film in najboljšo režijo, ter za nagrado BAFTA v sedmih kategorijah, od katerih jo je osvojil v štirih, tudi za najboljši film. Leta 1989 ga je ameriška Kongresna knjižnica med prvimi izbrala za ohranitev v okviru Narodnega filmskega registra zavoljo njegove »kulturne, zgodovinske ali estetske vrednosti«. Ameriški filmski inštitut ga je leta 1998 uvrstil na 26. mesto lestvice stotih najboljših ameriških filmov, leta 2000 pa na tretje mesto lestvice stotih najboljših ameriških komičnih filmov.

## Vloge
- Peter Sellers kot:
  - stotnik Lionel Mandrake
  - predsednik Merkin Muffley
  - dr. Strangelove
- George C. Scott kot general Buck Turgidson
- Sterling Hayden kot brigadni general Jack D. Ripper
- Keenan Wynn kot polkovnik Bat Guano
- Slim Pickens as major T. J. »King« Kong
- Peter Bull kot sovjetski veleposlanik Aleksej de Sadeski
- James Earl Jones kot poročnik Lothar Zogg
- Tracy Reed kot gdč. Scott
- Shane Rimmer kot stotnik Ace Owens